# Гаспрова, Катарина
Катарина Гаспрова (словац. Katarína Hasprová; 10 сентября 1972, Братислава, Словакия) — словацкая певица и актриса. Катарина участвовала во многих чешских и словацких мюзиклах, после чего стала популярной у себя на родине. Будучи певицей, Катарина представила Словакию на конкурсе песни Евровидение 1998.

## Биография

### Первые годы
Катарина родилась в семье режиссёра Павла Гаспра (род. 1929 - ум. 2004) и словацкой актрисы Сони Валентовой (род. 1946).
Гаспрова училась в Академии музыки имени Яначека в Брно. Уже во время учёбы, Катарина играла в мюзиклах театра «Nová scéna» в Братиславе.

### Карьера
После окончания учёбы в академии, Катарина уехала в Прагу, сыграв во многих мюзиклах. В 1997 году после победы на международном фестивале песни «Братиславская лира», Катарина начала сольную певческую карьеру. Помимо этого фестиваля, певица получила премию за песню «Jedno zbohom aj cenu novinárov».

### Евровидение
В 1998 году, Катарина была выбрана словацким вещателем Slovenská Televízia (STV) для того, чтобы представить Словакию на конкурсе песни Евровидение 1998.
На конкурсе, Катарина выступила шестой. Исполненная композиция «Modlitba» набрала всего 8 баллов, заняв 21 место. Для Словакии, это был худший результат в финале.

### Дальнейшая карьера
В 1999 году, Катарина выпустила свой первый альбом Katarína Hasprová. Помимо музыки, она продолжала выступать в мюзиклах в Чехии и Словакии. В 2002 году, певица выпустила свой второй сольный альбом A Moment to Fly with Me.
Сыграв в чешской постановке мюзикла «Ребекка» Катарина за роль миссис Дэнверс получила мюзикловую премию за лучшую роль.